# Gastrotheca helenae
La granota marsupial del Tama (Gastrotheca helenae) és una espècie de granota de la família del hemipràctids.
Va ser descrit per a Emmett Reid Dunn el 1944. Helen Thompson Gaige (1890-1976), conservador del Museu de Zoologia de la Universitat de Michigan el va ajudar quan estudiava el gènere de les gastroteques, in en seu honor ha triat el nom específic.
És una grossa gastroteca, amb l'obertura de la bossa a la part posterior; el cap adherit al crani (un casc), però sense demarcació entre l'esquena i la pell de l'esquena; així s'assembla als G. Weinlandii de l'Equador i a la G. microdiscus del Brasil; els primers dits són més curts, les cames més llargues i els discs més grans que els del G. microdiscus, i de color molt diferent de la G. weinlandia.
Viu a Cerro Tamá, a Colòmbia (al Norde de Santander) i als estats d'Apure i Táchira de Veneçuela, 2300–3250 m d'altitud.
Segons la Llista Vermella de la UICN, es troba en perill d'extinció. La població de Colòmbia va ser molt afectada per la ramaderia, però la creació del Parc Nacional Natural Tamá el 1977 va ajudar a recuperar-se, tot i que a les zones fora del parc la desforestació i l'agricultura continuen destrossar el seu hàbitat. L'espècie és molt susceptible als canvis en les condicions microclimàtiques. Encara no sembla haver estat afectada pel fong Batrachochytrium dendrobatidis, però el risc de tal infecció en el futur roman una amenaça major.